# Julia Voth
Pour les articles homonymes, voir Voth.
Julia Voth, née le 16 mai 1985, est un mannequin et actrice canadienne qui vit à Los Angeles.

## Biographie
La carrière de mannequin de Voth consiste en des photos publicitaires pour des marques comme Calvin Klein et Shiseido.
En 2002, elle sert de modèle pour le personnage de Jill Valentine pour le jeu vidéo Resident Evil. Son effigie est également utilisée dans plusieurs autres jeux vidéo de la franchise Resident Evil.
Voth est une amie proche de l'actrice Amber Heard et de l'acteur Rey-Phillip Santos.
Elle joue aux côtés de America Olivo et Erin Cummings dans le film d'action Bitch Slap, en jouant la strip-teaseuse nommée Trixie. Le film a été projeté au Festival de Cannes et au Festival du film de Toronto.

## Filmographie
- 2002 : Resident Evil (jeu vidéo) : Jill Valentine
- 2009 : The Anniversary : Shelly
- 2009 : Bitch Slap : Trixie
- 2009 : The Phone (TV) : l'agent no 1
- 2009 : Love Hurts : Amanda jeune
- 2010 : Huge (TV) : Chelsey
- 2010 : Supernatural (TV) : Lana
- 2011 : Alone : Sarah Eastwood
- 2011 : Lilith : Sarah
- 2012 : Project S.E.R.A. : Jill